# Centro de Convenciones de Salta
El Centro de Convenciones Salta está ubicado en la provincia de Salta, al Norte de la República Argentina. Se inauguró el 11 de agosto de 2007, siendo su objetivo fundamental satisfacer la creciente demanda del segmento de turismo de reuniones que engloba la organización de congresos, ferias, exposiciones, eventos deportivos, viajes corporativos y de incentivo.
La majestuosa obra se considera como una de las más importantes del interior del país por su gran envergadura, no solo en infraestructura, sino también por su capacidad y tecnología de punta.
En mayo de 2012, se creó el Centro de Convenciones Salta S.E., a través del Decreto Provincial N.º 1791/12, en el cual el Gobernador de la Provincia Dr. Juan Manuel Urtubey, decide convertirlo en una Sociedad del Estado, y que su aporte junto al del Ministerio de Cultura y Turismo y al sector privado, trabajen en un solo sentido que es el de promover e impulsar el Turismo de Reuniones y liderar la realización permanente de eventos, a nivel regional, nacional e internacional.
Con este esfuerzo conjunto, se logra posicionar a la provincia de Salta dentro de la Argentina y en el Mercosur, como destino de Congresos, Convenciones y Eventos,  brindando la más alta calidad a la vanguardia de los requerimientos de la modernidad, ofreciendo a nuestros visitantes y clientes el mejor resultado.
El Centro de Convenciones Salta posee excelentes condiciones de accesibilidad y conexión, ya que está ubicado en uno de corredores más importantes de la ciudad, sobre la ruta al Aeropuerto Internacional Martín Miguel de Güemes – rotonda de Limache, acceso por Av. Kennedy,  y solo a y a 10 minutos del centro de la ciudad.
Las salas y espacios se adaptan perfectamente a todo tipo de reuniones, con una superficie total de 10.685 m², distribuidos en un gran Salón Principal de 2.360 m² divisible en dos, tres o cuatro salones de menor tamaño mediante paneles móviles totalmente acústicos, también con tres salas complementarias para conferencias , talleres y reunión de comisiones. El salón de usos múltiples (SUM) cuenta con servicios e instalaciones de funcionamiento independiente, cocina, baños, depósitos, guardarropa, entre otros, y un amplio Foyer de distribución, también apto para ser utilizado como área para coffe-breaks o exhibiciones.
En cuanto a Instalaciones técnicas, el Centro de Convenciones Salta, dispone de climatización integral frío – calor centralizado, sistema de detección y extinción de incendios, luz natural regulada por cortinas motorizadas y acceso a Internet- WI FI libre.

## Capacidad

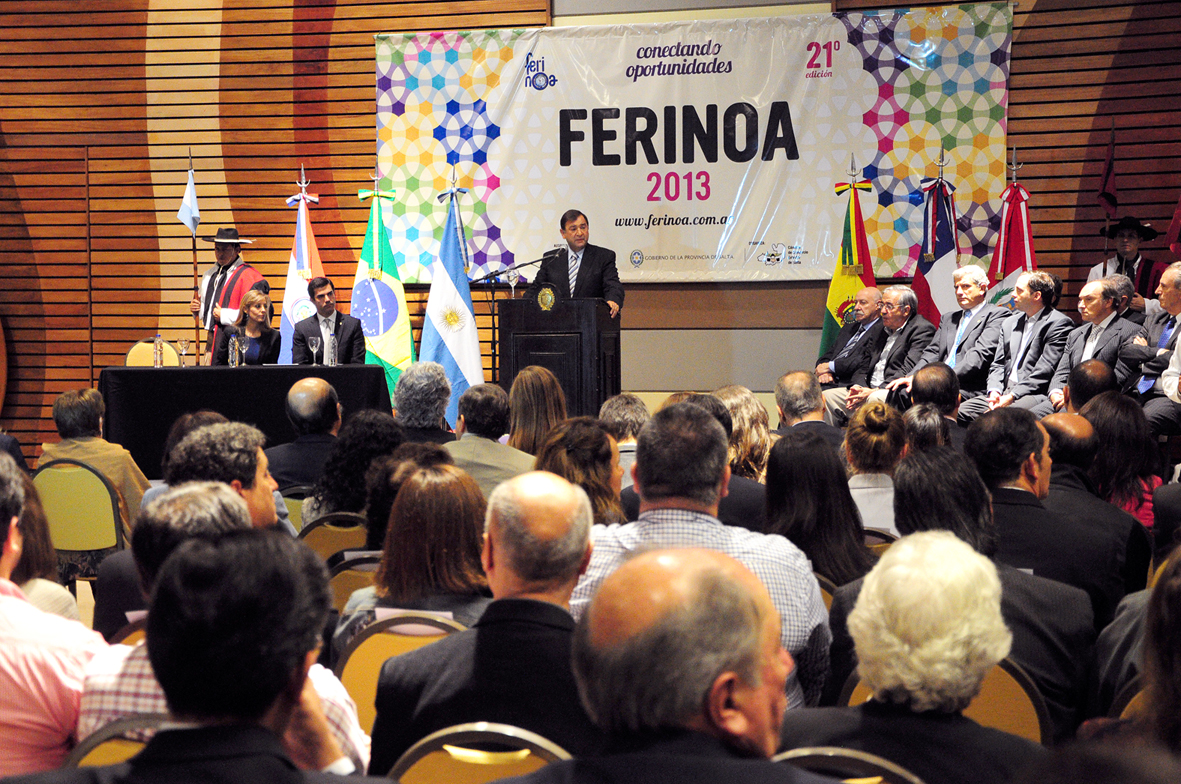
Lanzamiento de Ferinoa en el Centro de convenciones. Año 2013.

- Salón A (2.650 personas en auditorio, 1.450 en escuela, 2.450 en recepción y 1.770 en banquete)
- Salón 1, 2, 3 y 4 (580 personas en auditorio, 325 en escuela, 510 en recepción y 425 en banquete)
- Salón de Usos Múltiples (525 personas en auditorio, 285 en escuela, 485 en recepción y 350 en banquete)
- Salón Capacitación 1 (510 personas en auditorio, 270 en escuela, 460 en recepción 2 (250 personas en auditorio, 130 en escuela, 220 en recepción y 160 banquete).

## Servicios
- Sala de control de sonido e iluminación
- Cabinas de traducción simultánea
- Climatización integral frío-calor centralizada
- Sistema de detección y de extinción de incendios
- Luz natural regulada con cortinas motorizadas
- Iluminación dimerizada con escenas
- Servicios técnicos: Wi-Fi, sistema de sonido y proyección audiovisual, pantallas gigantes, mobiliario auxiliar (tarimas, sillas, mesas, atriles), dispositivos para videoconferencias
- Servicio de cáterin, seguridad permanente, sala de prensa, centro de negocios, sala de reuniones, guardarropas y estacionamiento privado

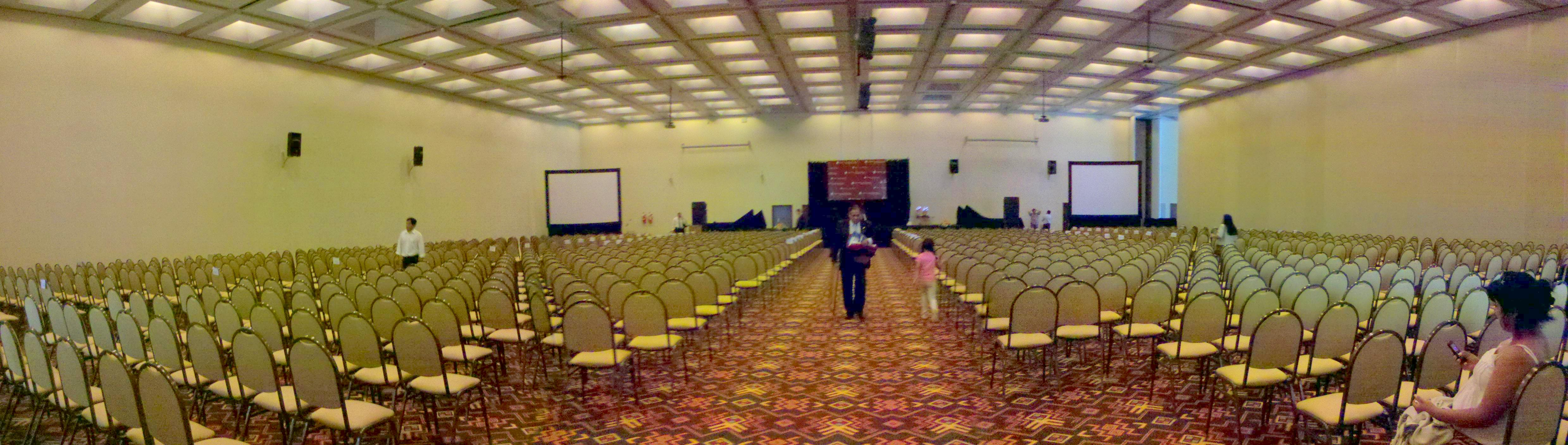
Salón 1 del Centro de convenciones de Salta.